# Bezzawiasowce

Dzisiejszy ramienionóg bezzawiasowy z rodzaju Lingula (podtyp Linguliformea): widoczna fosforanowa muszla oraz nóżka

Bezzawiasowce (Inarticulata) – gromada ramienionogów według dawnego podziału tego typu; obecnie nieużywana jako jednostka systematyczna, ale nieformalny podział ramienionogów na bezzawiasowce (ang. inarticulates, inarticulate brachiopods) i zawiasowce jest dalej często używany.
Bezzawiasowce obejmowały ramienionogi, nie posiadające zawiasów (strukturę łączącej ze sobą obie skorupki). W obecnie przyjmowanej systematyce bezzawiasowce odpowiadają podtypom Linguliformea i Craniiformea, ale niektóre grupy, zaliczane dawniej do bezzawiasowców (np. gromada Obolellata), zalicza się do podtypu Rhynchonelliformea.

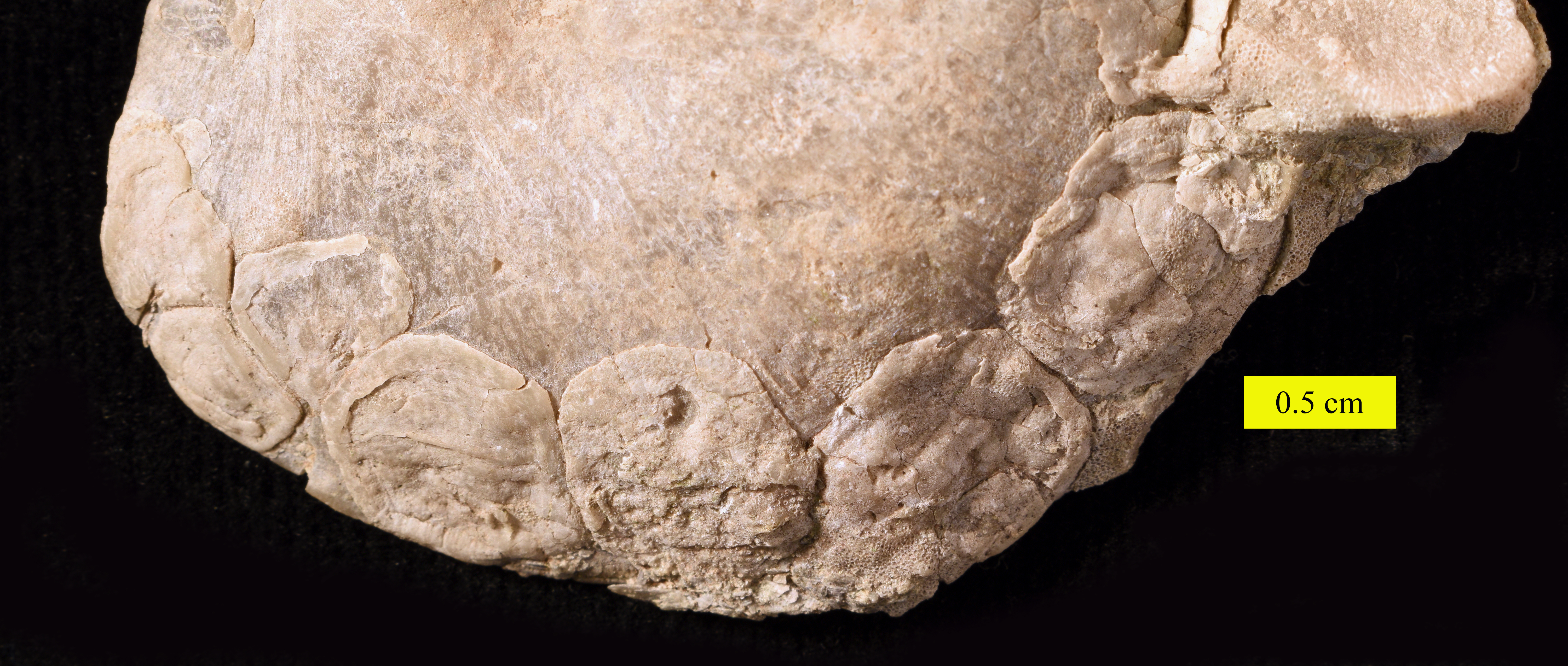
Ordowickie ramienionogi bezzawiasowe Petrocrania scabiosa, posiadające muszlę wapienną i nie mające nóżki, przyrastające do muszli innego ramienionoga

Innymi nazwami używanymi dla tego wydzielenia były Ecardines, Lyopomata, Tretenterata i Gastrocaulia.